# Волока (міра)
Воло́ка — ділянка землі, що становила 30 моргів (близько 16,8 га), була мірою феодальних повинностей. Сформувалася в результаті так званої «волочної поміри» в Польщі, Литві, Білорусі та в Україні в 16-17 ст. 

## Волочна поміра
«Волочна поміра» була обміром та переділом земель спочатку у великокнязівських, а потім і у приватних маєтках Великого князівства Литовського, проведених відповідно до «Устави на волоки» (1557 року). На основі чіткого обліку великокнязівської, шляхетської та селянської землі відбувався перерозподіл ґрунтів між панами та селянами (одна панська волока — сім селянських) з метою підвищення продуктивності фільваркових і селянських господарств, збільшення виробництва, насамперед товарного збіжжя. Сприяла руйнуванню громади, диференціації селянських господарств, адже волока надавалася лише тим селянам, які мали «повне тягло» (пару коней чи волів), половину волоки — тим, хто мав «півтягла», а хто тягла не мав, орної землі не отримував. В українських землях «Устава на волоки» найактивніше впроваджувалася у Кременецькому повіті, Ковельському старостві, Руському воєводстві та окремих приватних маєтках Луцького і Володимирського повітів Волині. 

«Волочна поміра» була першим земельним кадастром в українських землях.

Назва волока часто була синонімом лану і використовувалась здебільшого на українських теренах Речі Посполитої.
- 1 волок (новокульмський), 1 волок кульмський (старопольський) = 30 морг = 17,955 га = 179550 м2
- 1 волок (новопольський) від 1819 року = 30 морг = 16,79616 га (2посилання) = 167961,6 м2[1]
- 1 волок (рейнський) = 30 морг = 7,659763 га = 76597,63 м2
- 1 волок олецький = 2 волоки і 1,29 морги магдебурзькі

Посилення феодальної експлуатації, викликане запровадженням волочної системи, було однією з основних причин селянсько-козацьких повстань в Україні в кінці 16 — на початку 17 ст.